# Психодіагностика
Психодіагно́стика (грецьк. ψυχή — душа + διαγνωστικός — здатний розпізнавати) — галузь психології, яка вивчає теорію і практику визначення психологічного діагнозу.

## Сутність напрямку
Містить у собі розробку вимог до інструменту вимірювання, конструювання та апробацію методик, розробку правил обстеження, обробки та інтерпретації результатів. Основу психодіагностики складає психометрія, яка займається кількісним вимірюванням індивідуально-психологічних особливостей.

## Історія розвитку психодіагностики
Психодіагностика зародилась в кінці ХХ ст. і визначається як наука психологічних розбіжностей та претендує на їх вимірювання, підійшла до початку нового часу, закладеної в дискусіях та спорах вимірів інтелекту, пройшовши за дуже короткий період часу шлях від Гальтоновських шкал розуму до тестів Біне. Історично склалося так, що з моменту виникнення і до кінця XIX ст. психодіагностика була орієнтована на вимірювання індивідуальних розбіжностей інтелекту. І це не випадково, якщо згадати про те, які надії про розум людини покладено у XIX ст. Попереду нові перемоги і невдачі дискусії і відкриття яким було ознаменований розподіл психодіагностики у XIX ст.

### Розвиток психодіагностики в період з1901до кінця1920років
Основним вченим був Льюїс Термен — його підхід полягав у перевірці валідності і надійності заданої шкали. Ця шкала була стандартизована на 21000 дітях і 180 дорослих, охоплювала діапазон від 3-х річного віку і до рівня дорослого, але не включала тестів для 11-літніх. Результат виражався як співвідношення розумового розвитку з віковим, міг бути перетворений у коефіцієнт інтелекту або IQ. На основі розподілу IQ Гермен запропонував таку класифікаційну схему: IQ у межах 90-109 є показником середніх розумових здібностей, IQ нижче 70 мають розумову відсталість, IQ вище 140 свідчить про геніальність.
Окремого нагадування заслуговує випущена в 1921 році книга швейцарського психіатра і психолога Германа Роршаха «Психодіагностика», у якій автор пропонує новий тест. Він містить 10 таблиць з симетричними чорно-білими та кольоровими чорнильними плямами, дивлячись на які потрібно було сказати, що це може бути, і на що це схоже.

### Розвиток психодіагностики з1930по1939роки
В середині 1930 років в Гарвардському університеті ведуть дослідження Крістіана Морган і Г.Мюррей. В цих дослідженнях було вперше виявлено, що принцип проєкції може використовуватись як основна побудова діагностичної процедури. Навесні 1935 року в виданні «Дослідження особистості» обґрунтовується принцип психологічної проєкції, а трохи пізніше з'являється перший проективний тест тематичної аперцепції ТАП. Також до цього періоду можна віднести таких вчених як: Кін-Мак-Німар, Девід Векслер, Едвард Лі Торндайк, Луїс Терстоун та інші.

### Розвиток психодіагностики в1940-іроки
В цей період тривало збільшення кількості діагностичних методик. Уявлення діагностичних методик про кількість психологічних тестів 1940 року дає журнал психічних вимірювань, виданий Оскаром Буросом, у відповідному випуску якого опубліковано огляди по 325 тестах і просто огляди, перераховані 200 тестів. Звичайно, далеко не всі із тих тестів користувалися популярністю серед психологів. Як і Перша, Друга світова війна стимулювала розробку таких тестів як:
1. Армійський загальний класифікаційний тест.
2. Тест прогресивних матриць Равена
В кінці 1940 достатньо активно обговорюється питання про значення ситуаційних змінних відносно даних, які одержуються внаслідок проектівних технік. В 1950-х роках уже традиційно лідирують відомі методики психодіагностичних досліджень. До 1951 року нараховувалися 1219 публікацій, присвячених тестам Роршаха, з них 493 використовувала школа Стефорта Біне, а також була відома 371 публікація Векслера Бельвю. Досить багато досліджень було пов'язано з ТАП. У 1955 р. з'являється шкала Векслера для вимірювання інтелекту дорослих, структура якої була аналогічною. У 1958 р. був опублікований один з найбільших відомих тестів Р.Кеттелла.

### Найвідоміший вільний тест для вираження інтелекту
1950-і роки ознаменовані розвитком нового типу особистісних тестів. До них можна віднести: школа проявів тривоги Дж. Тейлор, Моуделейський особистісний тест, каліфорнійський психологічний тест. 1960-і роки є роками дискусії, протесту, особливо конфліктні. Ці дискусії були в США. Випуск американського журналу в листопаді був присвячений атакам на психологічне тестування і заявам на його захист. В 1966 році на рівні сенату США обговорювалося рішення про нову повну заборону тестів, але воно не було підтримане більшістю.
В 1967 році була представлена нова школа інтелекту дітей дошкільного віку. Через 2 роки було представлено школу розвитку немовлят. Трьома найвідомішими були міннесотський перцептивно-діагностичний тест візуального розвитку Фростенга і Іллінойський тест психолінгвістичних здібностей.
Протягом 1970-х років психологічне тестування продовжувало підлягати нападкам з боку критиків, які працювали як і в цій області, так і поза нею. Основними напрямками критиків були ті, що і раніше. Тести обвинувачувалися в тому, що на їх основі багатьох людей минали в можливості отримання освіти, в тому числі і професійної.
Незважаючи на постійну боротьбу з психологічними тестами, їх кількість продовжувала збільшуватись. З особистісних тестів які з'явилися у 70-х, варто відзначити тест загального здоров'я.
Характерною рисою розвитку психодіагностики в 70-х роках в розвинутих країнах світу стає її комп'ютеризація. Різко збільшується кількість комп'ютерних версій тестів.
Безперечним досягненням психологів 80-х років, яке мало безпосереднє відношення до діагностики, було видання в 1982—1998 роках п'ятитомника «Успіхи в психології людського інтелекту»
Важливою подією для розуміння місця і значення тестів в суспільстві є вихід у світ книг. «Тестування здібностей: області застосовування, наслідки і полемічні запитання». У 1984 році з'являється ще одне довідкове видання присвячене тестам — «Критика тестів», яке стає джерелом інформації і критичних оцінок по відношенню до сотень тестів. Завершиться ця десятитомна серія 1994 році. Серед тестів діагностики діалектів, як і раніше, перші місця займають тести призначені для різних вікових груп шкали Векслера, такі як: короткий «тест інтелекту» Кауфмена «Тест інтелекту підлітків і дорослих «Кауфмена» Диференціальний тест здібностей. В 1990-х роках у психодіагностиці продовжується вивчення ролі ситуацій в поведінці індивіда, основна увага приділяється аналізу поведінки людини у важких стресових ситуаціях. До феноменів що вивчаються в першу чергу належать посттравматичні стресові розлади, для вимірювання яких створено дуже багато тестів. Початок 1990-х років відмічений значним ростом кількості тестів, в яких використовуються комп'ютери.

## Класифікація методик
Класифікація психодіагностичних методик по групах:
1. Діагностичні методи, засновані на завданнях, які передбачають правильну відповідь, або на завданнях, щодо яких правильних відповідей не існує (тест Равена).
2. Діагностичні методики, які характеризуються лише частотою (і спрямованістю) тієї чи іншої відповіді, але не її правильністю (тест 16PF Р. Кеттелла).
3. Вербальні та невербальні психодіагностичні методики.
4. Поділ за принципом, який покладено в основу методики:
- об'єктивні тести;

- стандартизовані самозвіти;

- проективні техніки;

- діалогічні техніки (бесіди)[1].